# 七瓣莲
七瓣莲（学名：Trientalis europaea）为报春花科七瓣莲属的植物。分布于欧洲大陆、北美洲的亚寒带地区以及中国大陆的吉林、内蒙古、黑龙江、河北等地，生长于海拔700米至2,000米的地区，多生于针叶林和混交林下，目前尚未由人工引种栽培。花期5-6月；果期7月。